# Transtorno do ciclo vigília-sono
Transtorno do ciclo vigília-sono, Distúrbio do ciclo circadiano, Irregularidade do ritmo vigília-sono ou Síndrome do atraso das fases do sono se refere a dificuldade em dormir e se manter acordado de acordo com as demandas do ambiente do indivíduo, resultando em problemas ora de insônia, ora de sonolência.

## Classificação
Orgânico ou não-orgânico

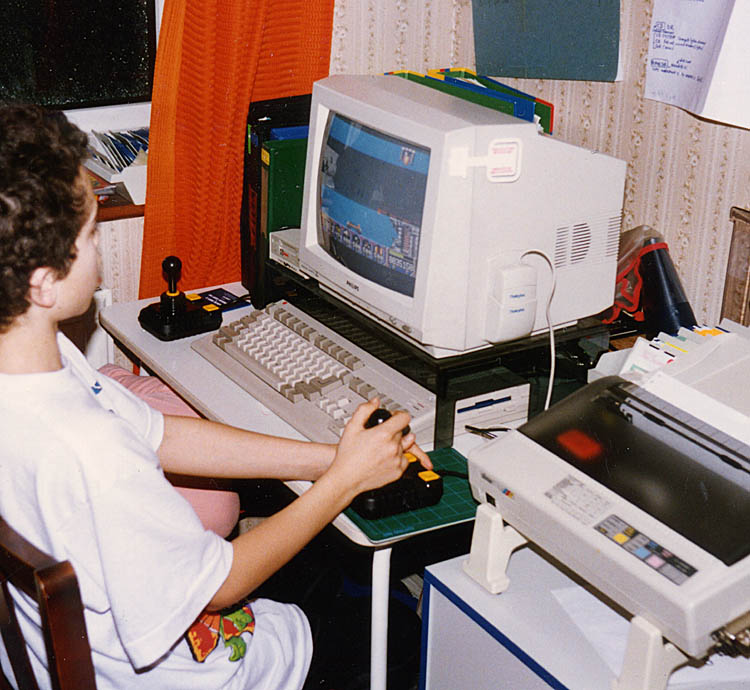
A luz, som, movimento e constante reforço positivo do computador ou televisão antes do horário de dormir dificultam a pessoa de sentir sono.

O CID-10 divide esse transtorno de acordo com a causa:
- Causa psicológica, como ansiedade, estresse, vício ou medo. (F51.2)
- Causa neurológica, como disfunção hormonal ou na rede neural. (G47.2)

Inversão psicogênica do ciclo nictemeral
Terminologia médica para quem sente sono de dia e fica acordado a noite, mas precisa estar acordado e produtivo durante o dia, ou para quem sente sono de noite e fica acordado de dia, mas precisa estar acordado e produtivo a noite.
Jet lag
Viajar através de fuso horários diferentes costumam atrasar ou adiantar o ciclo de sono.
Síndrome do atraso das fases do sono ‎
Similar a insônia, a pessoa não sente sono no horário que precisa dormir e acaba dormindo ou ficando sonolenta quando precisa estar acordada.

## Causa
O ritmo circadiano é gerado por um sistema do próprio organismo para medir luminosidade localizado no núcleo supraquiasmático, um conjunto integrado de cerca de 20.000 neurônios, localizados no hipotálamo anterior. Quando luz atinge células fotorreceptoras na retina, elas mandam sinais que viajam ao longo do nervo óptico até o núcleo supraquiasmático e, posteriormente, para a glândula pineal, que responde aos sinais de luz diminuindo a produção de melatonina, um hormônio que regula a sonolência. Quando está escuro o organismo produz mais melatonina até eventualmente gerar sono.
Quase todas as funções biológicas dos seres humanos ocorre seguindo um ritmo. Grandes alterações nesse ritmo causam prejuízos dramáticos nas capacidades de desempenho humano. Transtornos de sono têm sido associados com uma variedade de distúrbios físicos e mentais e pode interferir com a segurança, desempenho e produtividade, independentemente de resultar de causas comportamentais ou orgânicas.

## Tratamento

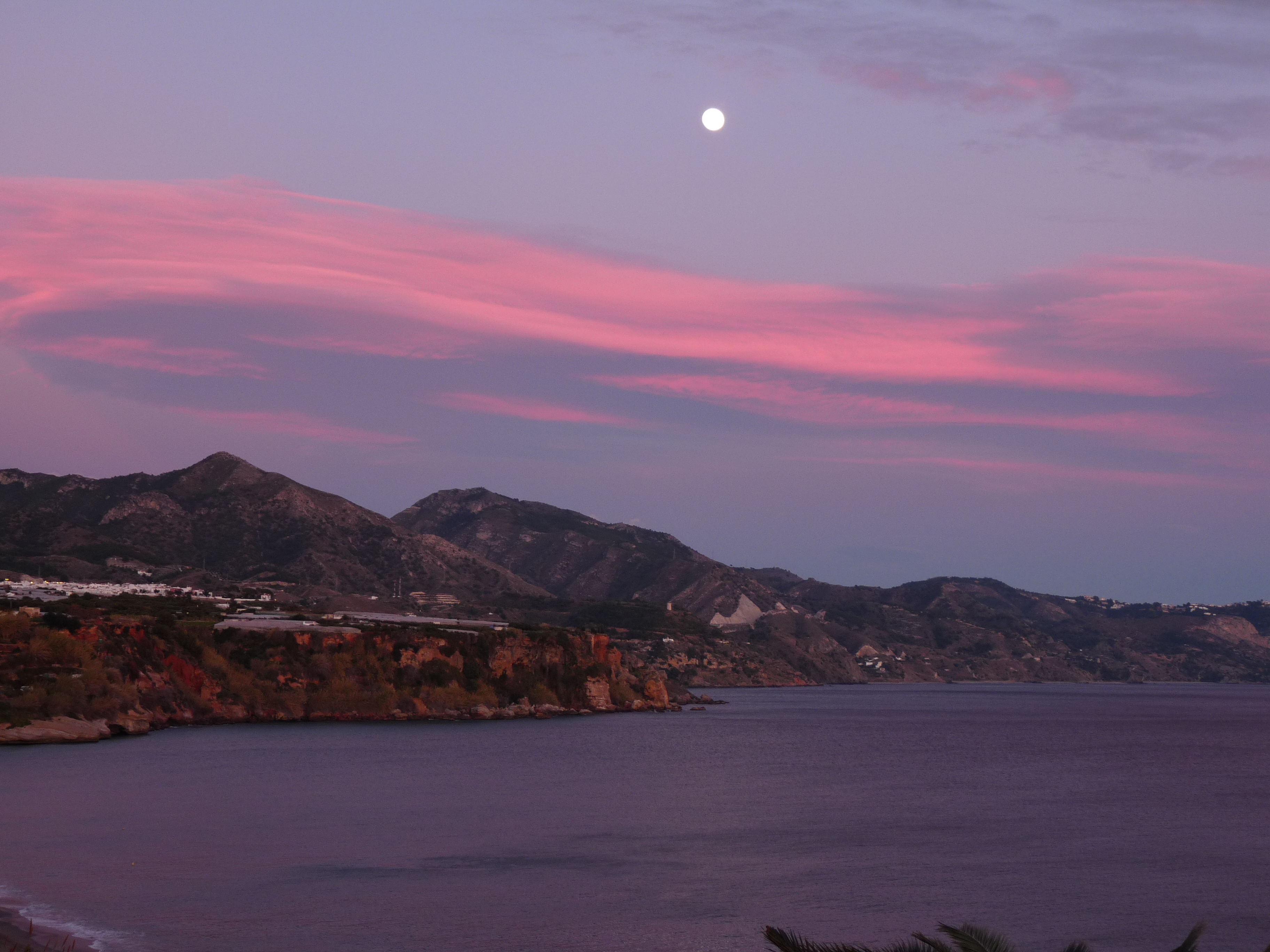
Dormir e acordar todos os dias no mesmo horário previnem doenças e mau humor e melhoram a produtividade.

Possíveis tratamentos para distúrbios do sono relacionados ao ritmo circadiano incluem:
- Terapia comportamental pode tratar as causas emocionais e comportamentais além de fazer a higiene do sono, onde o paciente é orientado a evitar cochilos, cafeína e outros estimulantes do SNC. Eles também são orientados a não usar a cama para nada além de sexo e dormir;[5]
- Luminoterapia é utilizada para adiantar ou retardar o sono, dependendo de como o ritmo circadiano está deslocado. Os pacientes são expostos a luz de alta intensidade (até 10.000 lux) durante um período de 30-60 minutos, em um horário que depende se um avanço ou um atraso é necessário;
- Medicamentos, tais como comprimidos de melatonina, tasimelteon ou modafinil, podem auxiliar a curto prazo na regulação do ciclo de sono;
- Cronoterapia progressivamente adianta ou atrasos o tempo de sono por 1-2 horas por dia. Óculos de sol podem ser utilizados para bloquear a luz para aumentar a produção de melatonina. [6]